# Säbybergen
Säbybergen är ett naturreservat i Arboga kommun i Västmanlands län.
Området är naturskyddat sedan 2007 och är 137 hektar stort. Reservatet består av barr- och lövskog i olika åldrar samt hällmrksatallar.